# Акдар'їнський туман
Акдар’їнський район (узб. Oqdaryo tumani, Окдарё тумани) — адміністративний район розташований у центрі Самаркандської області Узбекистану. Площа району складає 400 км², населення станом на 2012 рік 132 000 чол. До складу району входить 10 селищ та 6 сільських сходів. Адміністративний центр району – селище Лаїш.

## Історія
Протягом 1938-1963 рр. район входив до складу Самаркандської області після чого був ліквідований. В 1968 році район було відновлено.

## Транспорт
Залізнична станція Самарканд розташована за 36 км від районного центру. За 9 км від районного центру Лаїш на лінії Самарканд – Джизак розташована залізнична станція Зарафшан.

## Історичні пам’ятки
Неподалік села Зарафшан розташовано мавзолей Махмуді Азама – видатного богослова та суфія 15-16 ст, нащадка пророка Мохамеда. 

## Адміністративний поділ
Селища:
- Лаїш
- Дахбед
- Авазалі
- Болта
- Кіркдархон
- Кумушкент
- Ойтамгали
- Окдаре
- Янгикурган
- Янгиабад

Села:
- Зарафшан
- Каратери
- Навої
- Примкент
- Янгикент
- Янгикурган

## Цікаві факти
Селище Дахбед є батьківщиною предків Ахмада Шаха Масуда — етнічного таджика, афганського польового командира.